# Most Nowej Europy

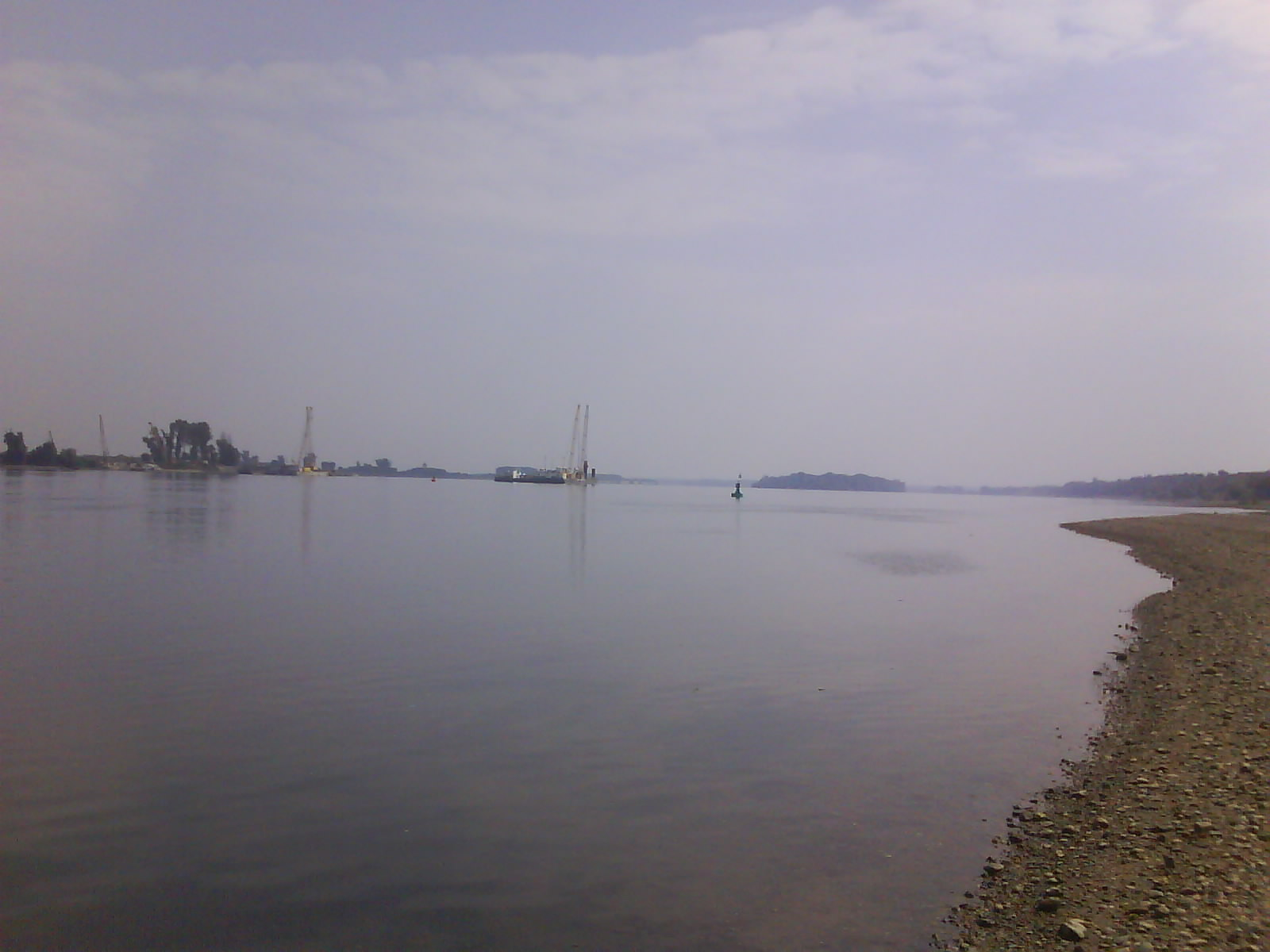
Budowa mostu w roku 2009

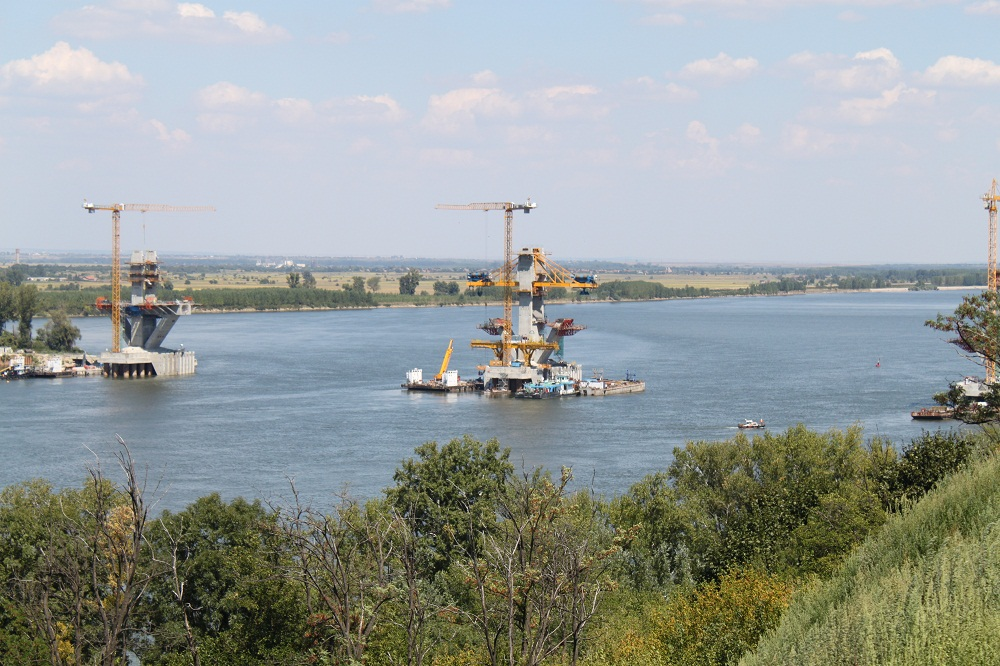
Budowa mostu w sierpniu 2011

Most Nowej Europy, znany także jako Most Widyń-Calafat (rum. Podul Vidin-Calafat, bułg. Мост Видин-Калафат – Most Widin-Kałafat, Дунав мост 2 – Dunaw most 2) – drogowo-kolejowy most na rzece Dunaj, wzniesiony w latach 2007–2013, na granicy bułgarsko-rumuńskiej.
Jest to drugi most wybudowany na Dunaju w odcinku jego biegu, który stanowi granicę między Rumunią i Bułgarią.

## Dane techniczne
Most ma 1971 metrów długości, dwa pasy przeznaczone dla ruchu kołowego, jedną zelektryfikowaną nitkę torów kolejowych, dwa chodniki i drogę dla rowerzystów.
Przejazd przez most jest płatny.

## Znaczenie transportowe
Plany budowy drugiego mostu na Dunaju powstawały w Bułgarii już w latach 80. XX wieku. Drugi most miał ułatwić transport między Bułgarią a Europą Zachodnią. Prace zostały przyspieszone w czasie wojen w Jugosławii, gdy tranzyt przez Jugosławię został uniemożliwiony.
Most łączy miasta Calafat po stronie rumuńskiej i Widyń po stronie bułgarskiej oraz odpowiednio drogi nr 56 i nr 1. Przez most przebiega trasa europejska E79. Linia kolejowa przebiegająca przez most prowadzi do Krajowej po stronie rumuńskiej i do Sofii po stronie bułgarskiej. Most stanowi część IV korytarza paneuropejskiego.

## Historia
Budowę rozpoczęto 13 maja 2007 w obecności premiera Bułgarii Sergieja Staniszewa. Prowadziło ją hiszpańskie przedsiębiorstwo Fomento de Construcciones y Contratas SA. Przewidywany koszt inwestycji szacowany był na 226 mln USD (160 mln euro). Data zakończenia prac była kilkukrotnie przekładana; połączenie obu krańców mostu nastąpiło dopiero w październiku 2012 i w tym samym miesiącu przeprawa została częściowo oddana do ruchu. Pełne udostępnienie wraz z oficjalnym otwarciem nastąpiło 14 czerwca 2013 roku w obecności premiera Bułgarii, Płamena Oreszarskiego i premiera Rumunii, Victora Ponty.